# 안주원
안주원(1993년 12월 23일~)은 대한민국의 발레 무용수이다. 현재 아메리칸 발레 시어터의 수석 무용수로 활동 중이다.

## 수상
- 2012년: 제25회 바르나국제발레콩쿠르 시니어부문 3위
- 2013년: 제13회 유스 아메리카 그랑프리 시니어부문 금상
- 2013년: 제13회 유스 아메리카 그랑프리 파드되부문 동상